# Methacholintest
Der Methacholintest (Methacholin-Provokationstest, englisch Methacholine Challenge Test) ist ein unspezifischer, inhalativer Provokationstest, der in der Pneumologie und Allergologie zur Messung von bronchialer Obstruktion und Hyperreaktivität z. B. bei Asthma bronchiale eingesetzt wird.

## Klinik

### Indikation
Der Ursprung für ein Asthma bronchiale ist ein überempfindliches (hyperreaktives) Bronchialsystem. Verschiedene Reize können beim Vorhandensein eines hyperreaktiven Bronchialsystems Atemnot oder auch Husten auslösen. Zur Diagnostik eines Asthma bronchiale ist die Messung der Überempfindlichkeit der Bronchien entscheidend. Hierzu dient der Methacholintest. Methacholin ist ein Arzneistoff, der dosisabhängig unter Umständen auch bei gesunden Probanden zu einer Bronchialverengung führen kann.

### Herstellung der Methacholinchlorid-Provokationsdosen
In Deutschland wird Methacholinchlorid von der Firma Aristo Pharma GmbH unter den Handelsnamen Provokit 0,33 % Inhalationslösung (Pulver und Lösungsmittel) vertrieben. Provokit enthält in einer 10 ml Durchstechflasche (rot) mit Pulver: 33 mg Methacholinchlorid und als Hilfsstoffe Dinatriumhydrogenphosphat-2-Wasser und Natriumdihydrogenphosphat-1-Wasser, in einer Durchstechflasche (blau) mit Lösungsmittel: Wasser für Injektionszwecke.

In Kanada und den USA sind unter dem Handelsnamen Provocholine Methacholinchlorid-Lösungen in verschiedenen Konzentrationen verfügbar. Die fertigen Lösungen werden auch häufig in Apotheken rezeptur- und defekturmäßig hergestellt. Bei den oben erwähnten Handelspräparaten sind Pulver und Lösungsmittel getrennt und können so im Bedarfsfall selbst zubereitet werden.

### Durchführung des Methacholintests und Auswertung der Resultate
Der Methacholintest ist mit großem apparativem Aufwand verbunden und erfordert entsprechendes Fachwissen. Er wird deshalb meistens in einem dafür spezialisierten Kliniklabor durchgeführt.
Zuerst wird unter Ruhebedingungen die Lungenfunktion mittels Bodyplethysmographie gemessen. Diese große Lungenfunktionsprüfung in einer druckstabilen Glaskabine erlaubt insbesondere die von der Mitarbeit des Probanden unabhängige Bestimmung des Atemwegswiderstandes. Zusätzlich kann eine Überblähung der Lunge (z. B. Lungenemphysem) oder eine Verkleinerung des Lungengewebes (z. B. bei Lungenfibrose) erkannt werden. Dann folgt eine Inhalation der Trägerlösung, um einen Leerwert zu ermitteln. Bei sehr stark reagibelen Patienten können hier bereits signifikante Änderungen der Lungenfunktion zu verzeichnen sein. In einem solchen Fall erübrigt sich die weitere inhalative Provokation.
Im Anschluss folgt die stufenweise – mit ansteigender Dosierung – inhalative Applikation der bronchokonstriktiven Substanz Methacholinchlorid beim Patienten mittels Vernebler. Zwischen den einzelnen Stufen (meistens fünf) wird die sogenannte Einsekundenkapazität (engl. Forced Expiratory Volume per 1 second,: FEV1) gemessen und eine Dosis-Wirkungs-Kurve erstellt.
Am Schluss der Untersuchung erhält der Patient ein Arzneimittel, in der Regel Salbutamol (Ventolin®), inhalativ verabreicht, um die bronchiale Verengung wieder zu beseitigen (Spasmolysetest). Sobald die Ausgangslungenfunktion wieder erreicht ist, gilt der Methacholintest als beendet.

## Pharmakologie

### Wechselwirkungen mit anderen Arzneimitteln
Da diverse Arzneimittel das Bronchialsystem und somit die Untersuchungsresultate beeinflussen können, sollten diese möglichst pausiert werden. Dies muss jedoch immer nach Absprache mit dem behandelnden Arzt erfolgen. Folgende Arzneistoffe (mit Karenzfrist in Stunden oder Tagen) sind besonders betroffen:
- Antiallergika: (z. B. Loratadin) (12 Stunden)
- Betablocker: (z. B. Bisoprolol) (12 Stunden)
- Inhalative Glucocorticoide: (z. B. Budesonid) (14 Tage)
- Parasympathomimetika: (z. B. Carbachol) (12 Stunden)
- Antihistaminika außer Astemizol: (z. B. Diphenhydramin) (48 Stunden)
- Astemizol (sechs Wochen)
- Inhalative β2-Sympathomimetika: (z. B. Formoterol) (48 Stunden)
- Leukotrienrezeptor-Antagonist: (z. B. Montelukast) (3 Tage)[4]
- Theophyllin (48 Stunden)
- Ketotifen (48 Stunden)
- Dinatriumcromoglycat (48 Stunden)

### Vorsichtsmaßnahmen
Für Provokationstests mit Methacholinchlorid gelten die gleichen Vorsichtsmaßnahmen, die grundsätzlich in Lungenfunktionslabors notwendig sind. Das Personal muss mit der Therapie von Atemwegsobstruktionen einschließlich des Asthmaanfalls vertraut sein. Bei Bedarf müssen Sauerstoff und inhalative β2-Sympathomimetika verabreicht werden können. Ein Arzt mit Erfahrung in der Notfallmedizin muss jederzeit erreichbar sein. Bei einem Patienten darf innerhalb von 24 Stunden der Methacholintest jeweils nur einmal durchgeführt werden.

### Anwendung während Schwangerschaft und Stillzeit
- Auf die Durchführung des Methacholintests während der Schwangerschaft sollte verzichtet werden. Auswirkungen auf die intrauterine Entwicklung in Tierversuchen wurden nicht ausreichend untersucht, und es liegen keine Erfahrungen bei Schwangeren vor.
- Es ist nicht bekannt, ob Methacholinchlorid in die Muttermilch übertritt. Eine Anwendung in der Stillzeit ist somit kontraindiziert.[1]

### Kontraindikationen
Der Methacholintest darf nicht durchgeführt werden bei:
- bekannter Überempfindlichkeit gegen Methacholinchlorid oder anderen Parasympathomimetika
- mittelschwerer Atemwegsobstruktion
- schweren kardialen Erkrankungen, insbesondere bradykarde Rhythmusstörungen, Gebrauch von Parasympathomimetika
- spirometrieinduzierter Obstruktion (gilt nicht für ganzkörperplethysmographische Messung)
- Exazerbation eines Asthma bronchiale
- schwerer arterieller Hypertonie
- Schwangerschaft
- Kindern unter 5 Jahren.

Besondere Vorsicht ist auch geboten, wenn in der Anamnese ein Status asthmaticus oder ein anaphylaktischer Schock eruierbar ist.

### Nebenwirkungen
Nach der inhalativen Applikation von Methacholinchlorid können folgende unerwünschte Wirkungen auftreten:
- Selten: Irritationen im Rachenbereich, Pruritus (Juckreiz), Dyspnoe (Erschwerung der Atemtätigkeit), Husten, Giemen (pulmonale Nebengeräusche), Müdigkeit, Benommenheit, Schwindel, Kopfschmerzen, Nausea, Flushing, Engegefühl in der Brust, Hypersalivation (vermehrter Speichelfluss), Abfall des diastolischen Blutdrucks, Tachykardie (erhöhter Puls) und bitterer Geschmack.
- In Einzelfällen: Pneumothorax (Ansammlung von Luft im Pleuraraum), Diarrhoe (Durchfall), Magen-Darmbeschwerden und vermehrter Harndrang.[1]

### Pharmakodynamik und Pharmakokinetik
Methacholin mit dem ATC-Code V04CX11 ist ein Muskarinrezeptor-Agonist, der langsamer durch Cholinesterasen abgebaut wird als Acetylcholin. Es handelt sich um einen direkten cholinergen, parasympathomimetischen Bronchokonstriktor, der über eine Stimulation des Nervus vagus wirkt.
Akute Toxizität: Studien ergaben bei der Maus bei einer i.v. Applikation von Methacholinchlorid eine LD50 von 15 mg/kg. Bei der Ratte beträgt die LD50 nach peroraler Verabreichung 750 mg/kg.
Methacholinchlorid darf nur als Aerosol zur Inhalation verwendet werden. Allfällige Symptome bei einer akzidentellen Vergiftung können Erbrechen, Übelkeit, Hypotonie und Bewusstlosigkeit sein. Bei schweren Beschwerden kardiovaskulärer oder bronchokonstriktorischer Art kann als Antidot Atropinsulfat entweder intravenös oder intramuskulär verabreicht werden. Atropin ist ein Parasympatholytikum und hemmt somit die muskarinartigen Wirkungen des Methacholins durch kompetitive Inhibition der Acetylcholinrezeptoren im synaptischen Spalt.

## Veterinärmedizin
Chronisch obstruktive Lungenerkrankungen sind in der Pferdepopulation der gemäßigten Klimazone weit verbreitet. Erste Untersuchungen belegen, dass in der Pathophysiologie dieser Erkrankungen die bronchiale Hyperreaktivität eine bedeutende Rolle spielt.

## Chemie des Methacholinchlorids
Für den Provokationstest wird Methacholinchlorid (engl.: methacholine chloride), ein β-Methyl-Derivat des Acetylcholins aus der Gruppe der quartären Ammoniumverbindungen, verwendet. Der chemische Namen nach IUPAC lautet: 2-Acetoxypropyltrimethylammoniumchlorid. Es handelt sich um farblose Kristalle oder weißes, kristallines Pulver, welches in Wasser sehr leicht löslich, in Ethanol 96 % leicht löslich und in Diethylether unlöslich ist. Der Schmelzpunkt liegt bei 172–173 °C. Die Summenformel lautet C8H18ClNO2, CAS-Nummer 62-51-1 und einer molaren Masse von 195,69 g·mol−1. Methacholinchlorid ist sehr hygroskopisch.

## Historische Entwicklung
„Alexander und Paddock beschrieben erstmals 1921 systematisch die Auslösung von Asthmakrisen am Menschen durch Injektion von Pilocarpin. Dem gingen tierexperimentelle Arbeiten von Dale und Laidlow 1910 voraus.
Tiffenau u. a. (1945) verwendeten Acetylcholin und Curry führte 1946 das Histamin als Provokationssubstanz ein. Es kamen später verschiedenste Bronchokonstriktiva zum Einsatz. Traditionell am häufigsten wurde das Histamin eingesetzt, als bekannter Mediator der natürlichen, allergisch ausgelösten Bronchokonstriktion. Wegen der nicht unerheblichen systemischen Nebenwirkungen dieser Substanz verwendet man heute aber überwiegend länger wirksamere  Cholinergika wie Methacholin oder Carbachol.
Die Einführung von Asthma-Provokationstests in die klinische Diagnostik war jedoch erst möglich, als Messmethoden zur Objektivierung der induzierten Lungenfunktionsveränderung zur Verfügung standen. So verwendeten Dautrebande und Phillipot 1946 im ersten beschriebenen inhalativen Provokationstest mit Carbachol die Vitalkapazität als Erfolgsparameter. Später setzten sich aber auch Messparameter wie FEV1 oder sRAW durch, die als valideres Maß der Obstruktion angesehen werden.
Einen großen Schritt hin zu einer standardisierbaren, diagnostischen Methode bedeutete die Verwendung eines Aerosolreservoirs, zunächst in Form einer Spirometerglocke (Tiffenau), später mit Hilfe eines einfachen Plastikbeutels. So konnte die applizierte Substanzmenge aus dem Volumen des inhalierten Aerosols bestimmt werden.“

### Allgemeines
- M. Classen, V. Diehl, K. Kochsiek: Innere Medizin. Urban & Schwarzenberg, München u. a. 1991, ISBN 3-541-11671-4, S. 1087–1166.
- Joachim Saloga (Hrsg.): Allergologie-Handbuch. Grundlagen und klinische Praxis. Unter Mitarbeit von Peter Angerer. Schattauer, Stuttgart u. a. 2006, ISBN 3-7945-1972-8.
- Patent  US6462090: Formulations for detecting asthma.‌
- E. Gonsior, M. Henzgen, R. A. Jörres, R. F. Kroidl, R. Merget, F.-W. Riffelmann, G. Wallenstein: Leitlinie für die Durchführung bronchialer Provokationstests mit Allergenen – Deutsche Gesellschaft für Allergologie und klinische Immunologie und Deutsche Gesellschaft für Pneumologie. In: Pneumologie, 56, S. 187, doi:10.1055/s-2002-20553.
- AARC Clinical Practice Guideline Methacholine Challenge Testing. In: Respiratory Care, 46(5), 2001, S. 523–530.

### Studien
- H. Huber, R. Lauschner u. a.: Randomisierte Doppelblindstudie (third place blinded) zur Untersuchung der Wirksamkeit und Nebenwirkungen von Methacholin im unspezifischen bronchialen Provokationstest. In: Pneumologie, 54, S. 99–103, doi:10.1055/s-2000-9080
- H. C. Siersted, C. M. Walker, A. D. O’Shaughnessy, A. R. Willan, E. M. Wiecek, M. R. Sears: Comparison of two standardized methods of methacholine inhalation challenge in young adults. In: European Respiratory Journal. Band 15, Nr. 1, 2000, S. 181–184 (ersjournals.com [PDF; abgerufen am 17. Februar 2011]).
- Nathan D. Allen, Beth E. Davis, Thomas S. Hurst, Donald W. Cockcroft: Difference Between Dosimeter and Tidal Breathing Methacholine Challenge. In: Chest. Band 128, Nr. 6, 1. November 2005, S. 4018–4023, doi:10.1378/chest.128.6.4018.
- Birgitta Schmekel, Hans Hedenström, Mary Kämpe, Lars Lagerstrand, Gunnemar Stalenheim, Per Wollmer, Göran Hedenstierna: The Bronchial Response, but not the Pulmonary Response to Inhaled Methacholine Is Dependent on the Aerosol Deposition Pattern. In: Chest. Band 106, Nr. 6, 1. November 1994, S. 1781–1787, doi:10.1378/chest.106.6.1781.
- Guidelines for Methacholine and Exercise Challenge Testing – 1999. In: Am. J. Respir. Crit. Care Med. Band 161, Nr. 1, 2000, S. 309–329 (HTML [abgerufen am 17. Februar 2011]).
- C. B. Sherman, D. G. Kern, R. W. Corwin, B. Andrus: A clinical and structural comparison of industrial methacholine and provocholine. In: Chest. Band 105, Nr. 4, 1. März 1994, S. 1095–1097, doi:10.1378/chest.105.4.1095.
- Jeffrey M Haynes: A positive methacholine challenge test in the absence of symptoms. In: Respiratory Care. Band 52, Nr. 6, 2007, S. 759–762, PMID 17521467 (rcjournal.com [PDF; abgerufen am 17. Februar 2011]).
- A. Dierkes-Globisch, A. Globisch u. a.: Validität inhalativer Provokationstests zur Bestimmung der unspezifischen bronchialen Reaktivität – Vergleich verschiedener Methoden. In: Pneumologie. 56, S. 230, doi:10.1055/s-2002-25071.